# Leptodeuterocopus angulatus
Leptodeuterocopus angulatus là một loài bướm đêm thuộc họ Pterophoridae. Nó được tìm thấy ở Brasil.
Sải cánh dài 13–15 mm. Con trưởng thành bay vào tháng 9, tháng 10 và tháng 12.